# Nietzsche contre Wagner
Pour les articles homonymes, voir Nietzsche (homonymie).
Nietzsche contre Wagner. Dossier d'un psychologue (Nietzsche contra Wagner en allemand) est un opuscule de Friedrich Nietzsche datant de 1888, composé de textes antérieurs remaniés, et publié à Leipzig en 1889.
Nietzsche y critique la musique, mais aussi la conversion au christianisme de Wagner.

## Le titre
Tout comme le cas Wagner (Der Fall Wagner) évoquait l'idée d'un procès, la préposition latine contra évoque une affaire juridique. Le rapprochement des deux titres est d'autant plus important que, pendant l'élaboration de Nietzsche contre Wagner, Nietzsche voulut calquer le titre sur le Cas Wagner :
Nietzsche contre Wagner

Un problème pour psychologue
titre comparable au Cas Wagner, sous-titré : Un problème musical.

## La genèse du dossier

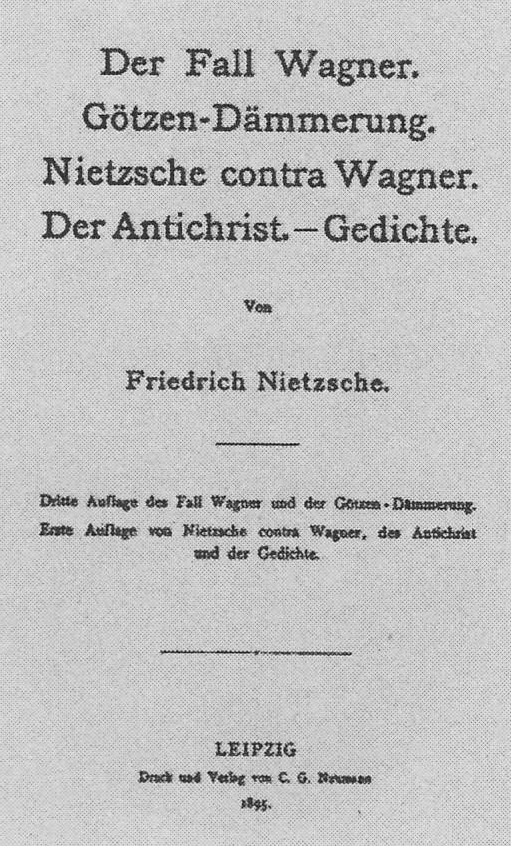
Page de titre de la première édition de Der Antichrist de Nietzsche.

Après le Cas Wagner, qu'il considéra comme un amusement, Nietzsche rassemble des textes qu'il écrivit sur Wagner pour constituer un dossier destiné à clarifier ses relations avec le compositeur. Ainsi, dans une lettre du 10 décembre 1888, adressée à Ferdinand Avenarius, Nietzsche dresse-t-il une liste de textes qui illustrent à ses yeux son opposition continuelle à Wagner depuis leur rupture. Puis, le 11 décembre, il soumet à Carl Spitteler l'idée d'un « opuscule de même présentation et de mêmes dimensions que Le Cas Wagner. » Le titre en aurait été :
Nietzsche contre Wagner

<pièces du> dossier

tirées des écrits de Nietzsche
Mais il décida de publier lui-même ce dossier, avant que Spitteler ne refuse de le faire. Nietzsche fit alors un nouveau plan, et recopia plusieurs passages en y portant quelques corrections, des ajouts, ou en y faisant quelques coupures. Puis, le 15 décembre 1888, il envoya sa copie à son éditeur Naumann, auquel il écrivit :
« Après avoir écrit avec le Cas Wagner une petite bouffonnerie, c'est le sérieux qui s'exprime ici : car nous — Wagner et moi — avons au fond vécu une tragédie l'un avec l'autre. »
Nietzsche décida finalement de ne pas éditer ce texte, bien qu'il ait donné son imprimatur.

## Composition du dossier
Henri Albert donne la concordance suivante avec les titres des parties :
« Où j'admire » a été emprunté au Gai Savoir, aphorisme 87.
« Où je fais des objections », au Gai Savoir, aphorisme 368.
« Wagner considéré comme un danger 1 », aux Opinions et Sentences mêlées, aphorisme 134.
« Wagner considéré comme un danger 2 », au Voyageur et son ombre, aphorisme 165.
« Une Musique sans avenir », aux Opinions et Sentences mêlées, aphorisme 171.
« Nous autres antipodes », au Gai Savoir, aphorisme 370.
« Où Wagner est chez lui », à Par-delà bien et mal, paragraphes 354 et 356.
« Wagner apôtre de la chasteté 1 », à Par-delà bien et mal, paragraphe 256.
« Wagner apôtre de la chasteté 2 et 3 », à la Généalogie de la morale, chapitre troisième, paragraphes 2 et 3.
« Comment je me suis détaché de Wagner », à Humain, trop humain, vol. II, préface, aphorismes 3 et 4.
« Le psychologue prend la parole », à Par-delà bien et mal, paragraphes 269 et 270.
« Épilogue », au Gai Savoir, préface, aphorismes 3 et 4.

## Éditions
Le texte parut en 1889, puis en 1895 dans l'édition GAK (VIIIe volume). Il figure au volume 6 de l'édition Colli-Montinari (KSA).
À la suite des changements d'avis de Nietzsche sur la question de la publication de ce texte, les différentes éditions comportent certaines variations : l'édition de 1889 comporte un Intermezzo et un poème, De la pauvreté du plus riche ; ces deux textes ne furent pas publiés dans l'édition chez Naumann, ni par Schlechta. C'est Podach qui rétabliera le texte de 1889 en 1962.

## Traductions
- Traduction par Henri Lavisgnes, La Revue blanche, 1897.
- Traduction par Henri Albert, Paris, Mercure de France, 1914.
- Traduction par Paul Lebeer, Paris, Pauvert, 1968.
- Traduction par Jean-Claude Hémery, Paris, Gallimard, 1980.
- Traduction, introd., bibliogr., notes et index par Éric Blondel, Paris, Flammarion, 1992.